# Cambrai
Cambrai [kambré] (vlámsky Kamerijk a Latinsky Camaracum) je francouzské město v departementu Nord, region Hauts-de-France. Město leží na horním toku řeky Šeldy asi 40 km od hranic s Belgií.

## Historie
Město stojí na místě římského tábora s názvem Camaracum z 1. století.
V roce 1529 zde Francie a Španělsko podepsaly mírovou smlouvu (tzv. Dámský mír).
V době 1. světové války probíhala u Cambrai od 20. listopadu do 6. prosince 1917 tanková bitva.

## Památky
- Zvonice z 15. století, 62,5 metrů vysoká; jedna z 23 věží regionu, které byly roku 2005 zapsány na Seznam světového dědictví.
- Citadela Charlese Quinta
- Katedrála Notre-Dame de Grâce de Cambrai
- Kostel Saint-Géry
- Španělský dům ze 16. století
- Jezuitská kaple z konce 17. století.

V Cambrai se nacházela impozantní gotická katedrála, sídelní kostel arcibiskupa z Cambrai, o délce 131 m a šířce 72 m v transeptu, špice věže kostela sahala do výšky 114 m. Stavba byla zničena za Velké francouzské revoluce.

## Známé osobnosti
- Jacques de Cambrai (* okolo 1220), hudební skladatel a trubadúr (trouvère)
- Petr z Ailly (1351–1420), filozof, teolog a diplomat
- Enguerrand de Monstrelet (* okolo 1390–1453), kronikář
- Guillaume Dufay (1397–1474), vlámský hudební skladatel, zpěvák a hudební teoretik
- Amé Bourdon (* okolo 1637–1706), lékař
- François Fénelon (1651–1715), teolog a spisovatel
- Guillaume Dubois (1656–1723), kardinál a politik
- Charles François Dumouriez (1739–1823), generál
- Charles Henri Joseph Cordier (1827–1905), sochař
- Jules Gosselet (1832–1916), geolog
- Louis Blériot (1872–1936), vynálezce a letecký konstruktér
- Henri de Lubac (1896–1991), jezuita, katolicky teolog
- Pierre-Eugène Clairin (1897–1980), malíř, litograf a rytec
- Julien Torma (1902–1933), spisovatel a básník
- René Dumont (1904–2001), agronom, sociolog, politik
- Maurice Godelier (* 1934), antropolog
- Pascale Cossartová (* 1948), mikrobioložka a spoluzakladatelka oboru „buněčná mikrobiologie“
- Christian Carion (* 1963), režisér a scenárista

## Vývoj počtu obyvatel
Počet obyvatel

## Partnerská města
- Gravesend, Velká Británie
- Houma, USA
- Châteauguay, Kanada
- Kamp-Lintfort, Německo
- Kantchari, Burkina Faso
- Ostřihom, Maďarsko
- Puškin, Rusko
- Těšín, Polsko